# Convoi HX 35
Le convoi HX 35 est un convoi passant dans l'Atlantique nord, pendant la Seconde Guerre mondiale. Il part de Halifax au Canada le 14 avril 1940 pour différents ports du Royaume-Uni et de la France. Il arrive à Liverpool le 29 avril 1940.

## Composition du convoi
Ce convoi est constitué de 36 cargos :
- Royaume-Uni : 27 cargos
- Panama : 1 cargo
- Norvège : 5 cargos
- France : 3 cargos
- 1 cargo de nationalité inconnue[réf. nécessaire]

## L'escorte
Ce convoi est escorté en début de parcours par :
- les destroyers canadiens : HMCS Restigouche et HMCS St. Laurent
- Un paquebot armé britannique : RMS Laconia

## Le voyage
Les destroyers canadiens quittent le convoi le 15 avril. Le paquebot reste jusqu'au 26 avril. Ce même jour, la corvette HMS Enchantress rejoint le convoi.
Le convoi arrive sans problème.